# Ferdinandův jilm
Ferdinandův jilm je solitérní památný strom jilm horský (Ulmus glabra Huds.). Nachází se u domu č.p. 31 v severní části obce Bělotín v okrese Přerov. Geograficky leží v Olomouckém kraji v nížině Oderská brána a na Moravě.

## Další informace
Strom byl vyhlášen památným 22. prosince 2021.
| Dendrologické údaje z roku 2019 | |
| Výška stromu:                   | 23 m |
| Obvod kmene ve výčetní výšce:   | 4,1 m |
| Ochranné pásmo stromu:          | svislý průmět koruny měřené v roce 2019, což je kruh o poloměru 13,1 m od středu kmene mimo stavbu rodinného domu č.p. 31 |

## Galerie

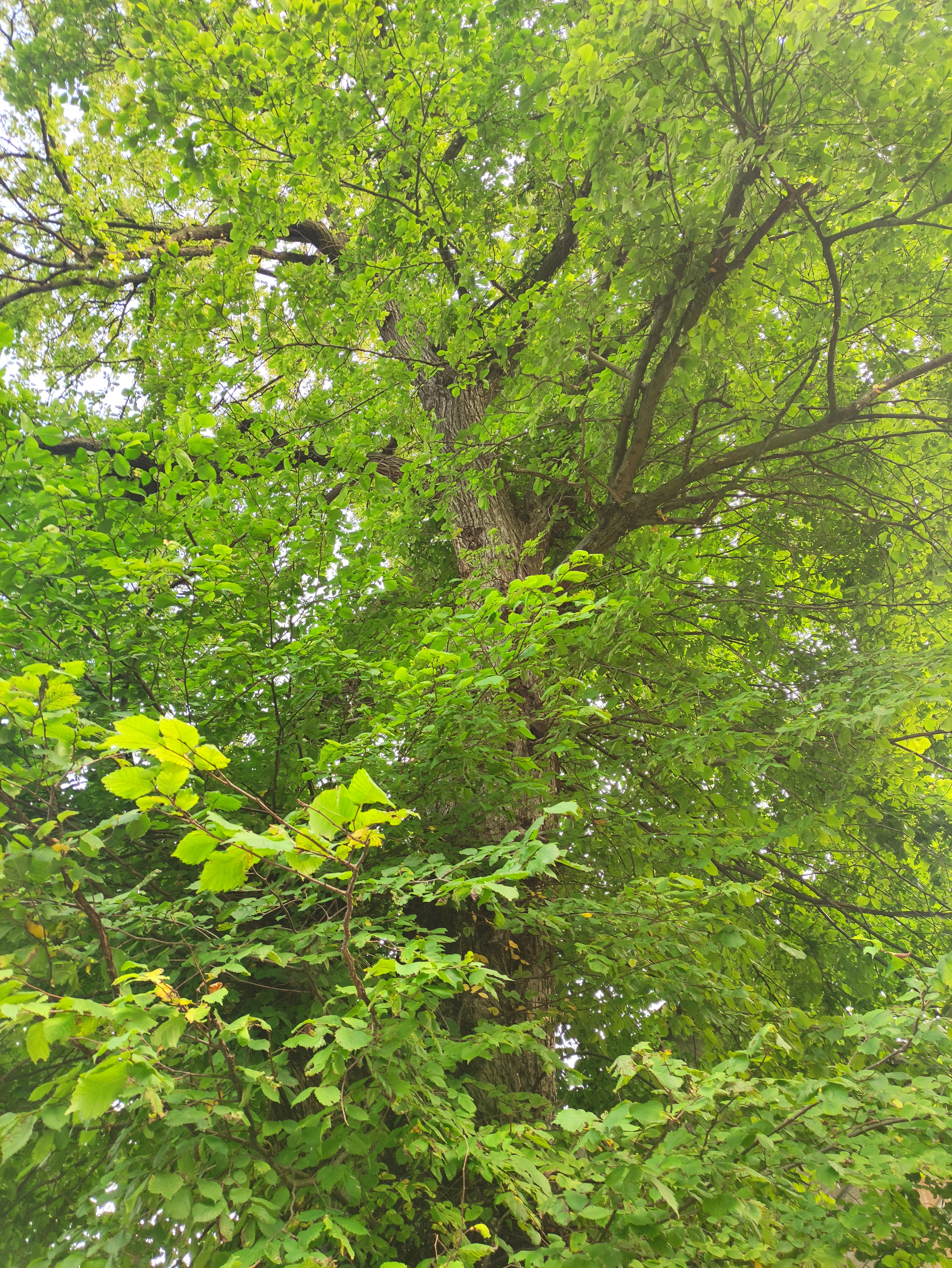
Pohled do koruny stromu